# Boletus lignatilis
Boletus lignatilis är en svampart som beskrevs av Berk. & M.A. Curtis 1868. Boletus lignatilis ingår i släktet rörsoppar och familjen Boletaceae.   Inga underarter finns listade i Catalogue of Life.